# ハリケーン・フロイド
ハリケーン・フロイド（Hurricane Floyd）は、1999年に大西洋で発生したハリケーンである。

## 概要

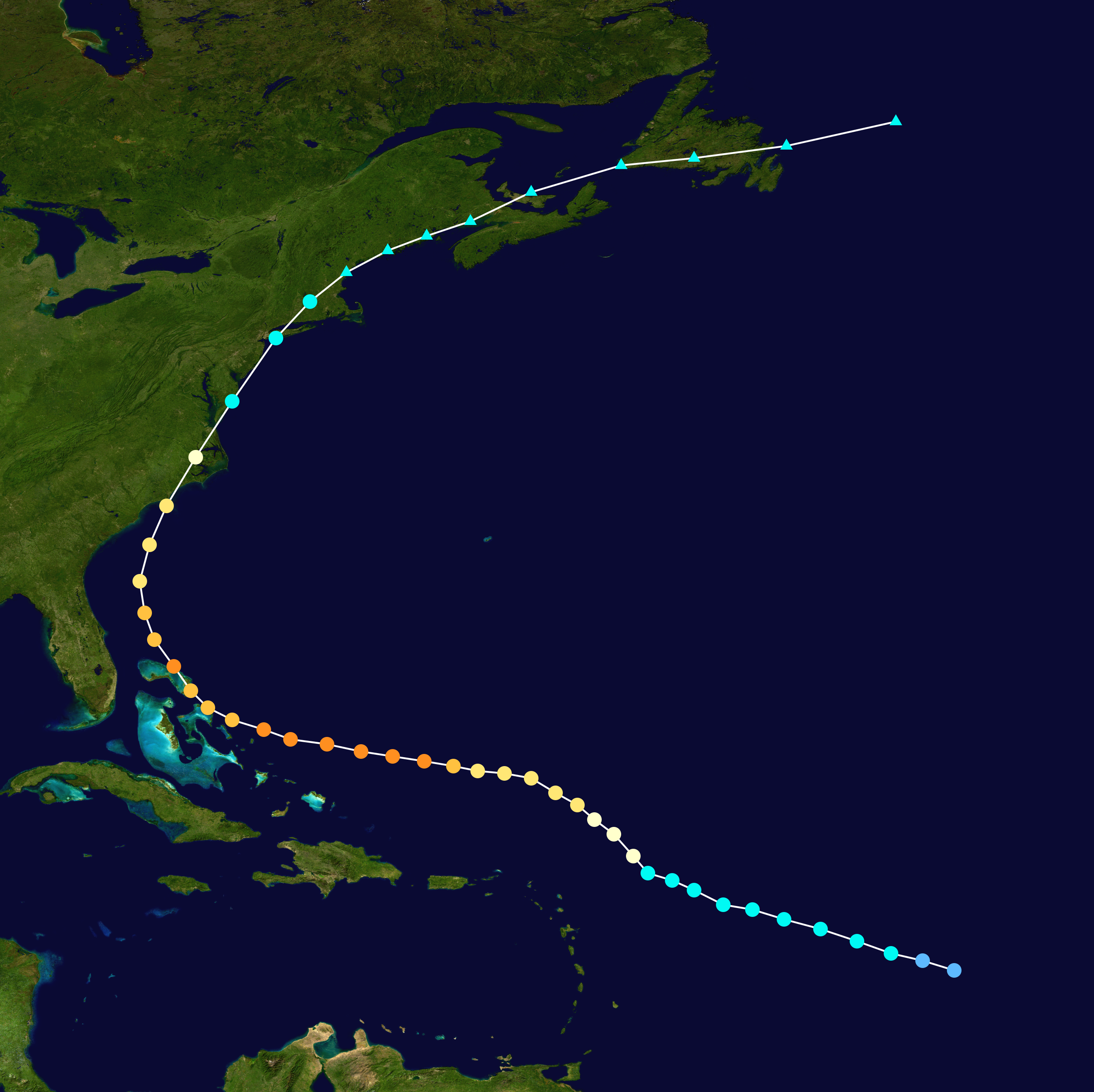
進路図

1999年の大西洋シーズンでは3番目に大きなハリケーンであった。国際名Floydは、この年限りで引退となった。代わりにFranklinという国際名に変更となった。